# Mountainair, Novi Meksiko
Mountainair je mjesto u okrugu Torrance u američkoj saveznoj državi Novom Meksiku. Prema popisu stanovništva SAD 2000. u ovdje je živjelo 1116 stanovnika. 

## Zemljopis
Nalazi se na 34°31′11″N 106°14′36″W / 34.51972°N 106.24333°W (34.519726, -106.243218). Prema Uredu SAD-a za popis stanovništva, zauzima 2,7 km2 površine, sve suhozemne.

## Stanovništvo
Prema podatcima popisa 2000. u Mountainairu bilo je 1116 stanovnika, 452 kućanstva i 281 obitelj, a stanovništvo po rasi bili su 61,20% bijelci, 1,79% afroamerikanci, 1,61% Indijanci, 0,27% Azijci, 0,09% tihooceanski otočani, 29,48% ostalih rasa, 5,56% dviju ili više rasa. Hispanoamerikanaca i Latinoamerikanaca svih rasa bilo je 53,14%.